# Mieczysław Szleyen
Mieczysław Edgar Szleyen (Leópolis, 24 de agosto de 1905 - Varsovia, 29 de abril de 1955), nacido Mieczysław Edgar Schleyen, fue un químico, periodista y activista comunista judeo-polaco.

## Biografía
Estudió en la facultad de Filosofía de la Universidad Jaguelónica de Cracovia y posteriormente obtuvo allí su doctorado. Después de completar sus estudios, se unió al Partido Comunista de Polonia. Se instaló en Łódź y aquí, por encargo del partido, editó y publicó durante varias semanas el quincenal de información política, social y económica Kronika. Por sus actividades políticas fue condenado a tres años de prisión, pero evitó la ejecución de la pena partiendo hacia Checoslovaquia en 1935. 
En 1937 partió hacia España y allí, durante la guerra civil española, luchó en la XIII Brigada Internacional del bando republicano en el batallón Mickiewicz. En aquella época dirigía los periódicos del frente Dąbrowszczak y Ochotnik Wolności. 
Después del fin de la guerra permaneció en campos de concentración en Francia y en la Argelia francesa. Después de que esta última fuera ocupada por los Aliados, se dirigió a la Unión Soviética en 1943. Se unió al Ejército Popular Polaco, en las filas de la 1ª División de Infantería del Ejército Polaco, siguiendo toda la ruta de combate desde Lenino hasta Berlín. 
Después de la guerra no volvió al periodismo. Szleyen fue enterrado en el callejón de los beneméritos del cementerio militar de Powązki.

## Premios
- Orden de la Bandera del Trabajo, 1ª clase (30 de abril de 1955).[4]